# غار زرین

غاردودزا

غار زرین که با نام غار دودزا نیز شناخته میشود در بخش بزینه رود در شهرستان خدابنده استان زنجان قرار دارد. در ۱۵ کیلومتری جنوب شهر زرین رود و در ۶۰ کیلومتری جنوب شهرستان خدابنده واقع شده است.

## کشف
غار دودزا ، یکی از زیباترین غارهای کشف شده می‌باشد که در ضلع غربی جاده ترانزیت زنجان – همدان و در طول محور غارهای علیصدر و کتله خور قرار گرفته است این غار در اسفند ماه سال ۱۳۸۴ بعد از زلزله منطقه فوق توسط مردم روستا شناسایی و به کارشناسان منطقه گزارش گردید.
هیئت کوه نوردی استان به سرپرستی یگان حفاظت سازمان میراث فرهنگی، صنایع دستی و گردشگری استان زنجان اولین گروهی بودند که در اردیبهشت ماه سال ۱۳۸۵ از غار بازدید و بررسی‌های اولیه را انجام دادند. براساس اطلاعات هیئت کوه نوردی این غار دارای یک ورودی بوده که ارتفاع این ورودی ۱۸۵۰ متر از سطح دریا می‌باشد ولی ارتفاع درونی آن در نقاط مختلف متفاوت است برخی از قسمتها تنگ و تاریک می‌شود که باید به حالت سینه خیز از آن عبور کرد. قسمتهای ورودی این غار کاملاً خشک است که بعد از رسیدن به قسمتهای پایین‌تر با چشمه‌هایی مواجه می‌شویم که این چشمه‌ها رابط بین طبقه فوقانی و تحتانی غار می‌باشند. آبی بسیار سرد و قابل شرب با عمق‌های متفاوت ۱ تا ۴۰ متر در آن وجود دارد. هوا در داخل غار جریان دارد و با طی مسافت طولانی تنفس مشکل نمی‌شود. این غار دارای چندین طبقه است که دو طبقه آن شناسایی شده و دارای تونل‌های فرعی و استالاکتیتها و استالاگمیتها و ستونهای بسیار درگذرگاه‌های اصلی و قندیلهای مخروطی آویزان از سقفها می‌باشد که بر اثر داشتن ناخالصی رنگهای متنوعی به خود گرفته‌اند و آنهایی که ترکیباتی به همراه نداشته‌اند به صورت بلورهای شیشه‌ای بسیار شفاف خوشه‌ای و درختی دیده می‌شوند. از جمله ویژگیهای بارز و اساسی این غار که با غارهای مشابه در منطقه آن را متمایز می‌سازد این است که زرین غار خشکی و آبی است و دریاچه‌های متعدد در دالانهای آن وجود دارد. دیگر اینکه قندیلهای آن زنده و در حال رشد می‌باشند که این خود عاملی است در جهت زیباتر شدن غار چرا که خالص بودن آهک موجب شفافیت و عبور نور از قندیل می طبق نظر کارشناسان قدمت این غار هنوز مشخص نیست در صورت بهره‌برداری از این غار می‌توان آن را به یکی از جاذبه‌های توریستی و گردشگری تبدیل کرد.

## دهانه غار
براساس اطلاعات هیئت کوه نوردی این غار دارای یک ورودی بوده که ارتفاع این ورودی ۱۸۵۰ متر از سطح دریا می‌باشد ولی ارتفاع درونی آن در نقاط مختلف متفاوت است برخی از قسمتها تنگ و تاریک می‌شود که باید به حالت سینه خیز از آن عبور کرد.

## مشخصات
قسمتهای ورودی این غار کاملاً خشک است که بعد از رسیدن به قسمتهای پایین‌تر با چشمه‌هایی مواجه می‌شویم که این چشمه‌ها رابط بین طبقه فوقانی و تحتانی غار می‌باشند. آبی بسیار سرد و قابل شرب با عمق‌های متفاوت ۱ تا ۴۰ متر در آن وجود دارد. هوا در داخل غار جریان دارد و با طی مسافت طولانی تنفس مشکل نمی‌شود.
این غار دارای چندین طبقه است که دو طبقه آن شناسایی شده و دارای تونل‌های فرعی و استالاکتیتها و استالاگمیتها و ستونهای بسیار درگذرگاه‌های اصلی و قندیلهای مخروطی آویزان از سقفها می‌باشد که بر اثر داشتن ناخالصی رنگهای متنوعی به خود گرفته‌اند و آنهایی که ترکیباتی به همراه نداشته‌اند به صورت بلورهای شیشه‌ای بسیار شفاف خوشه‌ای و درختی دیده می‌شوند.
از جمله ویژگیهای بارز و اساسی این غار که با غارهای مشابه در منطقه آن را متمایز می‌سازد این است که زرین غار خشکی و آبی است و دریاچه‌های متعدد در دالانهای آن وجود دارد.
دیگر اینکه قندیلهای زرین غار زنده و در حال رشد می‌باشند که این خود عاملی است در جهت زیباتر شدن غار چرا که خالص بودن آهک موجب شفافیت و عبور نور از قندیل می‌شود.
طبق نظر کارشناسان سازمان میراث فرهنگی، صنایع دستی و گردشگری استان زنجان قدمت این غار هنوز مشخص نیست در صورت بهره‌برداری از این غار در صورت رسیدگی مسئولان ذیربط می‌توان آن را به یکی از جاذبه‌های توریستی و گردشگری استان زنجان  تبدیل کرد.